# Taça Brasil 1966
Die Taça Brasil (Brasilien-Pokal) war der erste nationale Fußball-Wettbewerb in Brasilien. Die Taça wurde 1966 vom Brasilianischen Sportverband, dem CBD, ausgerichtet. Der Meister und Vizemeister waren als Teilnehmer an Copa Libertadores 1967 qualifiziert.
Die Sieger der Taça Brasil wurden zeitgenössisch als Campeões, als Meister von Brasilien, angesehen. Die CBF verweigerte aber bis 2010 den Vereinen die offizielle Anerkennung als Brasilianische Meister.

## Saisonverlauf
Der Wettbewerb startete am 10. Juli 1966 in seine Saison und endete am 7. Dezember 1966. Am Ende der Saison konnte der Cruzeiro EC aus Belo Horizonteden Titel zum ersten Mal gewinnen.
Torschützenkönige wurden mit 10 Treffern Bita von Náutico Capibaribe und Toninho Guerreiro vom FC Santos.

## Teilnehmer
Es nahmen 22 Klubs teil. Der Modus bestand aus einer Art Pokalsystem. Teilnehmer waren die Sieger der Staatsmeisterschaften 1965.

## Modus
Es zählte nach Hin- und Rückspiel nur die Anzahl der Siege, keine weiteren Kriterien. Sollten beide Mannschaften einmal gewonnen haben, wurde ein Entscheidungsspiel ausgetragen. Ergab dieses keinen Sieger, zählte das Torverhältnis. Ergab der Vergleich keinen Sieger wurde die Entscheidung per Münzwurf entschieden.
1. Runde:
In der ersten Runde wurden die Teilnehmer nach ihrer Herkunft in zwei Regionen unterteilt. In den Gruppen trafen die Mannschaften im Pokalmodus aufeinander. Die Sieger wurden in Hin- und Rückspielen ermittelt. Der Finalsieger jeder Gruppe zog in die Finalrunde ein.
Finalrunde:
Der Austragungsmodus blieb wie in der ersten Runde. In dieser traten der Staatsmeister von Ceará der Fortaleza EC, der Staatsmeister von Rio de Janeiro der CR Vasco da Gama, der FC Santos als Titelverteidiger sowie SE Palmeiras als Vize-Staatsmeister von São Paulo in den Wettbewerb ein. Palmeiras hatte sich als Vizemeister der Staatsmeisterschaft qualifiziert, da der als Titelverteidiger qualifizierte FC Santos auch Meister in der Staatsmeisterschaft geworden war.

## 1. Runde

### Zone Nord
Die Zone Nord war unterteilt in zwei Gruppen. Die Gruppe Nordost und Nord. Beide Gruppen spielten zunächst ihre beste Mannschaft aus. Die besten beider Gruppen bestritten das Finale der Zone Nord. Der Gewinner zog in die Finalrunde ein.

#### Gruppe Nordost
In der Gruppe Nordost spielten die Staatsmeister der Verbände von:
 Alagoas
- CS Alagoano

 Bahia
- EC Vitória – Der Klub war direkt für das Finale der Gruppe Nordost qualifiziert.

 Paraíba
- Campinense Clube

 Rio Grande do Norte
- ABC Natal

 Sergipe
- AD Confiança

Viertelfinale Gruppe Nordost
|              | Gesamt |                  | Hinspiel | Rückspiel |
| ------------ | ------ | ---------------- | -------- | --------- |
| ABC Natal    | 1:4    | Campinense Clube | 0:2      | 1:2       |
| AD Confiança | 0:3    | CS Alagoano      | 0:2      | 0:1       |

Halbfinale Gruppe Nordost
|                  | Gesamt |             | Hinspiel | Rückspiel |
| ---------------- | ------ | ----------- | -------- | --------- |
| Campinense Clube | 2:5    | CS Alagoano | 2:3      | 0:2       |

Finale Gruppe Nordost
|             | Gesamt |            | Hinspiel | Rückspiel |
| ----------- | ------ | ---------- | -------- | --------- |
| CS Alagoano | 4:7    | EC Vitória | 2:3      | 2:4       |

#### Gruppe Nord
In der Gruppe Nord spielten die Staatsmeister der Verbände von:
 Amazonas
- Atlético Rio Negro Clube (AM)

 Ceará
- Fortaleza EC – Der Klub war direkt für das Finale der Gruppe Nord qualifiziert.

 Maranhão
- Sampaio Corrêa FC

 Pará
- Paysandu SC

 Piauí
- EC Flamengo (PI)

Viertelfinale Gruppe Nord
|                  | Gesamt |                               | Hinspiel | Rückspiel |
| ---------------- | ------ | ----------------------------- | -------- | --------- |
| Paysandu SC      | 9:0    | Atlético Rio Negro Clube (AM) | 6:0      | 3:0       |
| EC Flamengo (PI) | 3:1    | Sampaio Corrêa FC             | 2:0      | 1:1       |

Halbfinale Gruppe Nord
|             | Gesamt |                  | Hinspiel | Rückspiel |
| ----------- | ------ | ---------------- | -------- | --------- |
| Paysandu SC | 2:2    | EC Flamengo (PI) | 2:0      | 0:2       |

Das Entscheidungsspiel zwischen Paysandu und Flamengo endete 0:0. Die Entscheidung über den Einzug ins Finale fiel durch Münzwurf.
Finale Gruppe Nord
|              | Gesamt |             | Hinspiel | Rückspiel |
| ------------ | ------ | ----------- | -------- | --------- |
| Fortaleza EC | 5:1    | Paysandu SC | 1:3      | 1:1       |

#### Finale Zone Nord
In der Finalrunde der Zone Nord trat der Staatsmeister von Pernambuco der Náutico Capibaribe in den Wettbewerb ein. Dieser war für das Finale gesetzt.
Halbfinale Zone Nord
|            | Gesamt |              | Hinspiel | Rückspiel |
| ---------- | ------ | ------------ | -------- | --------- |
| EC Vitória | 5:1    | Fortaleza EC | 1:1      | 4:0       |

Finale Zone Nord
|            | Gesamt |                    | Hinspiel | Rückspiel |
| ---------- | ------ | ------------------ | -------- | --------- |
| EC Vitória | 2:6    | Náutico Capibaribe | 0:3      | 2:3       |

### Zone Süd
Die Zone Süd war unterteilt in zwei Gruppen. Die Gruppe Süd und Zentral. Beide Gruppen spielten zunächst ihre beste Mannschaft aus. Die besten beider Gruppen bestritten das Finale der Zone Süd. Der Gewinner zog in die Finalrunde ein.

#### Gruppe Süd
In der Gruppe Süd spielten die Staatsmeister der Verbände von:
 Paraná
- CA Ferroviário

 Rio Grande do Sul
- Grêmio FBPA – Der Kub war für das Finale in der Gruppe gesetzt.

 Santa Catarina
- EC Internacional (SC)

Halbfinale Gruppe Süd
|                | Gesamt |                       | Hinspiel | Rückspiel |
| -------------- | ------ | --------------------- | -------- | --------- |
| CA Ferroviário | 5:3    | EC Internacional (SC) | 3:3      | 2:0       |

Finale Gruppe Süd
|                | Gesamt |             | Hinspiel | Rückspiel |
| -------------- | ------ | ----------- | -------- | --------- |
| CA Ferroviário | 0:3    | Grêmio FBPA | 0:0      | 0:3       |

#### Gruppe Zentral
In der Gruppe Zentral spielten die Staatsmeister der Verbände von:
 Distrito Federal
- Rabello FC

 Espírito Santo
- Associação Desportiva Ferroviária Vale do Rio Doce

 Goiás
- Anápolis FC

 Guanabara
- Americano FC (RJ)

 Minas Gerais
- Cruzeiro EC – Der Kub war für das Finale in der Gruppe gesetzt.

Viertelfinale Gruppe Zentral
|                   | Gesamt |                        | Hinspiel | Rückspiel |
| ----------------- | ------ | ---------------------- | -------- | --------- |
| Americano FC (RJ) | 5:2    | Desportiva Ferroviária | 2:2      | 3:0       |
| Anápolis FC       | 5:3    | Rabello FC             | 0:2      | 1:0       |

Das Entscheidungsspiel zwischen Anápolis und Rabello endete 4:1.
Halbfinale Gruppe Zentral
|                   | Gesamt |             | Hinspiel | Rückspiel |
| ----------------- | ------ | ----------- | -------- | --------- |
| Americano FC (RJ) | 4:6    | Anápolis FC | 0:2      | 1:2       |

Das Entscheidungsspiel zwischen Americano und Anápolis endete 3:2.
Finale Gruppe Zentral
|             | Gesamt |                   | Hinspiel | Rückspiel |
| ----------- | ------ | ----------------- | -------- | --------- |
| Cruzeiro EC | 10:1   | Americano FC (RJ) | 4:0      | 6:1       |

#### Finale Zone Süd
|             | Gesamt |             | Hinspiel | Rückspiel |
| ----------- | ------ | ----------- | -------- | --------- |
| Cruzeiro EC | 3:1    | Grêmio FBPA | 0:0      | 2:1       |

## Finalrunde
In der Finalrunde traten der Staatsmeister von Rio de Janeiro der Fluminense FC, der FC Santos als Titelverteidiger sowie SE Palmeiras als Vize-Staatsmeister von São Paulo in den Wettbewerb ein. Palmeiras hatte sich als Vizemeister der Staatsmeisterschaft qualifiziert, da der als Titelverteidiger qualifizierte FC Santos auch Meister in der Staatsmeisterschaft geworden war.
Palmeiras spielte bereits im Viertelfinale. Fluminense und Santos ab dem Halbfinale.

### Turnierplan
|  | Viertelfinale | Viertelfinale | Viertelfinale | Viertelfinale | Viertelfinale |   |   | Halbfinale | Halbfinale | Halbfinale | Halbfinale | Halbfinale |  |  | Finale | Finale | Finale | Finale | Finale |
|  |               |               |               |               |               |   |   |            |            |            |            |            |  |  |        |        |        |        |        |
|  |               |               |               |               |               |   |   |            |            |            |            |            |  |  |        |        |        |        |        |
|  |               |               |               |               |               |   |   |            |            |            |            |            |  |  |        |        |        |        |        |
|  |               | FC Santos     | 3             | 3             | 4             |   |   |            |            |            |            |            |  |  |        |        |        |        |        |
|  |               |               |               |               |               |   |   |            |            |            |            |            |  |  |        |        |        |        |        |
|  |               |               | Náutico       | 0             | 5             | 1 |   |            |            |            |            |            |  |  |        |        |        |        |        |
|  |               | Náutico       | Náutico       | 0             | 5             | 1 | 0 | 0          | 3          |            |            |            |  |  |        |        |        |        |        |
|  |               |               |               |               |               |   | 0 | 0          | 3          |            |            |            |  |  |        |        |        |        |        |
|  |               | SE Palmeiras  | 0             | 0             | 0             |   |   |            |            |            |            |            |  |  |        |        |        |        |        |
|  |               |               |               |               |               |   |   | FC Santos  | 2          | 2          |            |            |  |  |        |        |        |        |        |
|  |               |               | Cruzeiro EC   | 6             | 3             |   |   |            |            |            |            |            |  |  |        |        |        |        |        |
|  |               |               |               |               |               |   |   |            |            |            |            |            |  |  |        |        |        |        |        |
|  |               |               |               |               |               |   |   |            |            |            |            |            |  |  |        |        |        |        |        |
|  |               | Fluminense FC | 0             | 1             |               |   |   |            |            |            |            |            |  |  |        |        |        |        |        |
|  |               |               |               |               |               |   |   |            |            |            |            |            |  |  |        |        |        |        |        |
|  |               |               | Cruzeiro EC   | 1             | 3             |   |   |            |            |            |            |            |  |  |        |        |        |        |        |
|  |               |               | Cruzeiro EC   | 1             | 3             |   |   |            |            |            |            |            |  |  |        |        |        |        |        |
|  |               |               |               |               |               |   |   |            |            |            |            |            |  |  |        |        |        |        |        |
|  |               |               |               |               |               |   |   |            |            |            |            |            |  |  |        |        |        |        |        |

### Hinspiel
Der FC Santos begann seine Spiele derzeit von Beginn an sehr offensiv. Nach Aussagen von Zé Roberto änderte der Trainer von Santos die Taktik gegen Cruzeiro. Seine Spieler sollten die ersten 15 bis 20 Minuten abwartend agieren und erst dann ihr gewohntes Offensivspiel beginnen. Der Plan von Trainer Lula ging aber nicht auf. Bereits nach 10 Minuten stand es 2:0 für Cruzeiro.
| Cruzeiro EC                                                              | Cruzeiro EC | FC Santos | FC Santos |
| ------------------------------------------------------------------------ | --- | --- | --------- |
| Cruzeiro EC                                                              | \| 30. November 1966 in Belo Horizonte (Estádio Governador Magalhães Pinto) \| \| Ergebnis: 6:2 (5:0) \| \| Zuschauer: 77.325 \| \| Schiedsrichter: Armando Marques \| | \| 30. November 1966 in Belo Horizonte (Estádio Governador Magalhães Pinto) \| \| Ergebnis: 6:2 (5:0) \| \| Zuschauer: 77.325 \| \| Schiedsrichter: Armando Marques \| | FC Santos |
| Cruzeiro EC                                                              | Raul Plassmann, Pedro Paulo, William, Procópio Cardoso, Neco, Piazza, Dirceu, Natal, Tostão, Evaldo Cruz, Hílton Oliveira Cheftrainer: Ayrton Moreira                  | Gilmar, Carlos Alberto, Mauro Ramos, Oberdan, Zé Carlos, Zito, Lima, Dorval Rodrigues, Toninho Guerreiro, Pelé, Pepe Cheftrainer: Lula                                 | FC Santos |
| Cruzeiro EC                                                              | 1:0 Zé Carlos (1.) 2:0 Natal (5.) 3:0 Dirceu (20.) 4:0 Dirceu (39.) 5:0 Tostão (42., Elfmeter) 6:2 Dirceu (72.)                                                        | 5:1 Toninho Guerreiro (51.) 5:2 Toninho Guerreiro (54.) | FC Santos |
| 30. November 1966 in Belo Horizonte (Estádio Governador Magalhães Pinto) | | |           |
| Ergebnis: 6:2 (5:0)                                                      | | |           |
| Zuschauer: 77.325                                                        | | |           |
| Schiedsrichter: Armando Marques                                          | | |           |

### Rückspiel
| FC Santos                                           | FC Santos | Cruzeiro EC | Cruzeiro EC |
| --------------------------------------------------- | --- | --- | ----------- |
| FC Santos                                           | \| 7. Dezember 1966 in São Paulo (Estádio do Pacaembu) \| \| Ergebnis: 2:3 (2:0) \| \| Zuschauer: 30.000 \| \| Schiedsrichter: Armando Marques \| | \| 7. Dezember 1966 in São Paulo (Estádio do Pacaembu) \| \| Ergebnis: 2:3 (2:0) \| \| Zuschauer: 30.000 \| \| Schiedsrichter: Armando Marques \| | Cruzeiro EC |
| FC Santos                                           | Cláudio, Zé Carlos, Oberdan, Haroldo, Lima, Zito, Mengálvio, Amauri Silva (Dorval Rodrigues), Toninho Guerreiro, Pelé, Edu Cheftrainer: Lula      | Raul, Pedro Paulo, William, Procópio Cardoso, Neco, Piazza, Dirceu, Natal, Tostão, Evaldo Cruz, Hílton Oliveira Cheftrainer: Ayrton Moreira       | Cruzeiro EC |
| FC Santos                                           | 1:0 Pelé (23.) 2:0 Toninho Guerreiro (25.) | 2:1 Tostão (64.) 2:2 Dirceu (73.) 2:3 Natal (89.)                                                                                                 | Cruzeiro EC |
| 7. Dezember 1966 in São Paulo (Estádio do Pacaembu) | | |             |
| Ergebnis: 2:3 (2:0)                                 | | |             |
| Zuschauer: 30.000                                   | | |             |
| Schiedsrichter: Armando Marques                     | | |             |

### Meistermannschaft
| 1. Titel | Cruzeiro EC |
|          | - Tor: Raul Plassmann, Tonho - Abwehr: Celton, Massinha, Cláudio Danni, Mostarda, Neco, Pedro Paulo, Procópio, William, - Mittelfeld: Marco Antônio, Ílton Chaves, Dirceu, Natal, Piazza, Zé Carlos - Angriff: Evaldo Cruz, Hílton Oliveira, Tostão |

## Abschlusstabelle
Die Tabelle diente lediglich zur Feststellung der Platzierung der einzelnen Mannschaften in der Saison. Sie wurde zeitweise vom Verband auch zur Ermittlung einer ewigen Rangliste herangezogen. Sie setzt sich zusammen aus allen ausgetragenen Spielen. In der Sortierung hat das Erreichen der jeweiligen Finalphase Vorrang vor den erzielten Punkten. Bei Punktgleichheit zählen zunächst die erzielten Siege, dann die erzielten Tore.
| Pl. | Verein                        | Sp. | S | U | N | Tore    | Diff. | Punkte |
| --- | ----------------------------- | --- | - | - | - | ------- | ----- | ------ |
| 1.  | Cruzeiro EC                   | 10  | 8 | 2 | 0 | 028:800 | +20   | 18     |
| 2.  | FC Santos                     | 4   | 1 | 0 | 3 | 010:140 | −4    | 02     |
| 3.  | Náutico Capibaribe            | 4   | 2 | 1 | 1 | 008:500 | +3    | 05     |
| 4.  | Fluminense FC                 | 2   | 0 | 0 | 2 | 001:400 | −3    | 0      |
| 5.  | SE Palmeiras                  | 2   | 1 | 1 | 0 | 005:600 | −1    | 03     |
| 6.  | Grêmio FBPA                   | 4   | 1 | 2 | 1 | 004:200 | +2    | 04     |
| 7.  | EC Vitória                    | 6   | 3 | 1 | 2 | 014:110 | +3    | 07     |
| 8.  | Fortaleza EC                  | 4   | 1 | 2 | 1 | 005:700 | −2    | 04     |
| 9.  | Paysandu SC                   | 7   | 4 | 1 | 2 | 017:700 | +10   | 09     |
| 10. | CS Alagoano                   | 6   | 4 | 0 | 2 | 012:900 | +3    | 08     |
| 11. | Americano FC (RJ)             | 5   | 2 | 0 | 3 | 006:150 | −9    | 04     |
| 12. | CA Ferroviário                | 4   | 1 | 2 | 1 | 005:600 | −1    | 04     |
| 13. | Anápolis FC                   | 6   | 3 | 0 | 3 | 010:800 | +2    | 06     |
| 14. | Campinense Clube              | 4   | 2 | 0 | 2 | 006:600 | ±0    | 04     |
| 15. | EC Flamengo (PI)              | 5   | 2 | 1 | 2 | 006:700 | −1    | 05     |
| 16. | EC Internacional (SC)         | 2   | 0 | 1 | 1 | 003:500 | −2    | 01     |
| 17. | Rabello FC                    | 3   | 1 | 0 | 2 | 003:500 | −2    | 02     |
| 18. | Desportiva Ferroviária        | 2   | 0 | 1 | 1 | 002:500 | −3    | 01     |
| 19. | Sampaio Corrêa FC             | 2   | 0 | 1 | 1 | 001:100 | ±0    | 01     |
| 20. | ABC Natal                     | 2   | 0 | 0 | 2 | 001:400 | −3    | 0      |
| 21. | AD Confiança                  | 2   | 0 | 0 | 2 | 000:300 | −3    | 0      |
| 22. | Atlético Rio Negro Clube (AM) | 2   | 0 | 0 | 2 | 000:900 | −9    | 0      |